# Tekken X Street Fighter
Tekken X Street Fighter (phát âm là Tekken Cross Street Fighter) là một trò chơi chiến đấu chéo sắp tới được sản xuất bởi Namco Bandai Games. Đây là một trò chơi sẽ có sự góp mặt ở hai bên nhân vật trong game Tekken và Street Fighter, với đồ hoạ dựa theo game Tekken.
Tekken X Street Fighter được công bố vào ngày 24 tháng 7 năm 2010 tại San Diego Comic-Con 2010 cùng với Street Fighter X Tekken. Các gameplay của Tekken X Street Fighter là một game chiến đấu 3D thuộc nhượng quyền thương mại Tekken. Trái ngược với Tekken X Street Fighter, Street Fighter X Tekken sẽ có các trò chơi 2D mang phong cách và nghệ thuật mực phun theo kiểu của Street Fighter IV. Hai trò chơi này được dự kiến sẽ được phát hành vào năm 2012 trên hệ máy Xbox 360 và PlayStation 3.
Trò chơi chiến đấu chéo của Namco vẫn còn trong giai đoạn đầu phát triển. Không có hình ảnh hoặc video nào liên quan đến trò chơi được phát hành vào năm 2010 tại San Diego Comic- Con. Tính đến tháng 5 năm 2011, Katsuhiro Harada đã tuyên bố rằng nhân viên của ông "chưa khởi động" dự án Tekken X Street Fighter.
Đây không phải là lần đầu tiên Namco và Capcom đã làm một trò chơi với nhau như họ phát hành một trò chơi chéo Nhật Bản chỉ trong năm 2005 cho PlayStation 2 có tựa đề Namco x Capcom. Tuy nhiên, trò chơi này bao gồm các nhân vật bên ngoài của trò chơi Street Fighter cũng như Tekken và thay vào đó bao gồm các nhân vật khác nhau từ Capcom và những nhân vật của Namco (như Darkstalkers và Soul Calibur series), và ít nhất hai nhân vật độc quyền các trò chơi. Namco x Capcom là một trò chơi chéo đầu tiên của hãng, do đó làm cho Tekken X Street Fighter và Street Fighter X Tekken là trò chơi đầu tiên thuộc thể loại trò chơi chiến đấu được thực hiện bởi Namco và Capcom. Ryu và Jin Kazama xuất hiện trên áp phích quảng cáo của trò chơi (đằng sau là "Evil Ryu" và "Devil Jin" tương ứng).
Katsuhiro Harada đã tiết lộ một số thông tin tại GamesCom 2010 như một mô hình nguyên mẫu của Ryu. Ông cho biết nhóm nghiên cứu vẫn chưa kết thúc mô hình chi tiết và ánh sáng chưa hoàn thành. Harada cũng cho biết tại Gamescom rằng ông không có kế hoạch phát hành Tekken X Street Fighter cho đến khi sau khi dự án của Capcom đã đưa ra.

## Nhân vật
| Nhân vật trong Tekken | Nhân vật trong Street Fighter |
| --------------------- | ----------------------------- |
| Jin Kazama            | Ryu                           |
| Devil Jin             | Evil Ryu                      |

Ken Masters và Chun-Li đã được gợi ý trong các trò chơi video của Tekken Tag Tournament 2 được đăng trên Twitter của Katsuhiro Harada.